# Pang Kim Hin
Pang Kim Hin (n. 1949) es un empresario y expolítico singapurense. A los 32 años se postuló como candidato del Partido de Acción Popular en las elecciones parciales para la circunscripción electoral de Anson en el Parlamento de Singapur, realizadas el 31 de octubre de 1981. Recibió el 47,10% de los votos y resultó derrotado por un margen de cuatro puntos por Joshua Benjamin Jeyaretnam, candidato y Secretario General del opositor Partido de los Trabajadores, que obtuvo el 51,93%. Harbang Singhs, del Frente Popular Unido, obtuvo el 0,97% restante.
Se trató de la primera derrota electoral del PAP en cualquier tipo de elección desde 1963 (cuando había perdido en 14 de las 51 circunscripciones) y marcó el final de un prolongado período (1966-1981) en el que el partido hegemónico fue la única formación política representada en el legislativo singapurense. Asimismo, el viraje contrario de 37,00 puntos para Pang con respecto al 84,10% obtenido por Devan Nair en las elecciones de 1980 constituyó la mayor caída de votos para un partido político entre una elección y otra en la historia electoral singapurense.
De acuerdo con análisis posteriores, varios factores contribuyeron a la derrota de Pang. Uno de ellos fue el hecho de que era un nuevo rostro para el público de Singapur, mientras que Jeyaretnam era un veterano de varias elecciones. Otro factor puede haber sido que Pang no hizo uso de los líderes de base de Anson durante su campaña, lo que molestó a algunos de ellos, y que no se conectó de manera efectiva con la gente de la clase trabajadora en el distrito electoral. Otro problema relacionado con la campaña fue que los residentes en el área de Blair Plain de la circunscripción no estaban contentos de que no se les diera prioridad a los planos de la HDB (Junta de Vivienda y Desarrollo) cuando sus casas estaban siendo demolidas para dar paso a un nuevo complejo de contenedores del puerto de Singapur, y algunos votantes pueden haber usado las elecciones parciales como una oportunidad para expresar descontento con respecto a esto.
Pang no volvió a disputar una elección parlamentaria después de su derrota y se retiró permanentemente de la función pública.